# Linnéa Krylén

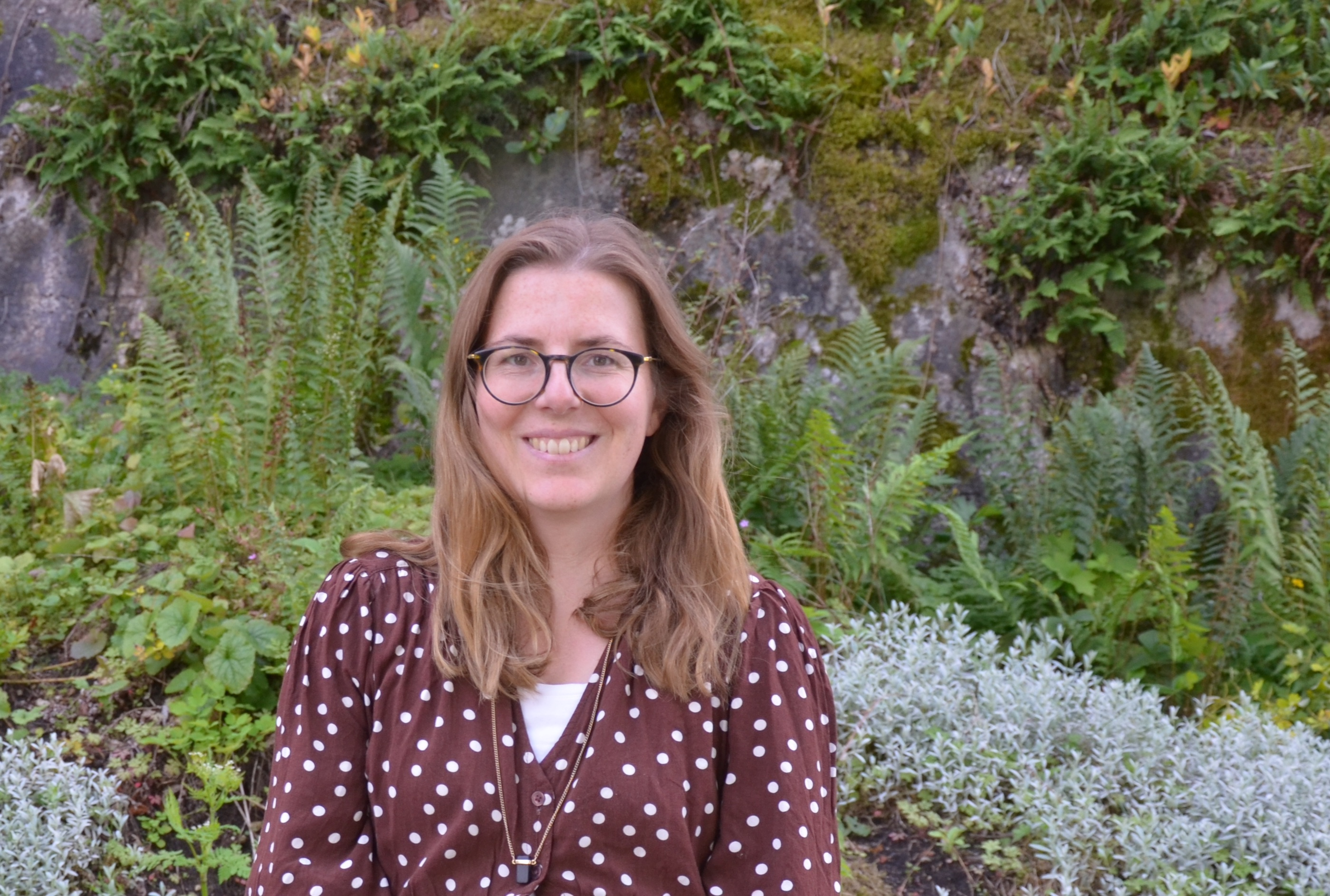
Linnéa Krylén

Linnéa Krylén, född 1987, är en svensk barnboksförfattare och konstnär.
Linnéa Krylén har en kandidatexamen i barnkultur och har även studerat bildberättande, konstpedagogik och kreativt skrivande. Hon arbetar även som lärare vid Linnéuniversitetet. Hennes första helt egna bok kom 2013 och heter Frejas plats, det är en bilderbok för små barn. Hon har gjort flera uppmärksammade faktaböcker som passar för alla åldrar. Handbok för molnskådare (2015) var den första, som följdes av Handbok för kartläsare (2017) och Handbok för storsamlare (2020). Tillsammans med kompositören Björn Petersson har hon skapat  boken Molnens melodi (2018). Det är en bildberättelse där molnen och vad de berättar om vädret har stor betydelse, Björn Pettersson har skrivit visar som ackompanjerar berättelsen. I bilderboken Barnens bok om havet som gavs ut 2023 har hon skrivt texterna till bilder och tolkningar av fakta texter gjorda av barn. Bilderna och barnens berättelser samlades in på skolor och bibliotek av bibliotekarierna i Katrineholms kommun.
2024 belönades hon av Svenska Akademien med Schullströmska priset för barn- och ungdomslitteratur.